# Two and a Half Men (seizoen 2)
Het tweede seizoen van de Amerikaanse sitcom Two and a Half Men werd oorspronkelijk uitgezonden op de commerciële televisiezender CBS vanaf 20 september 2004 tot en met 23 mei 2005. De hoofdrollen worden vertolkt door Charlie Sheen, Jon Cryer en Angus T. Jones en de nevenrollen door Conchata Ferrell, Marin Hinkle, Holland Taylor en Melanie Lynskey. Het seizoen telt 24 afleveringen.

## Samenvatting
Alan Harper (Jon Cryer) woont definitief bij zijn broer Charlie Harper (Charlie Sheen) nadat hij scheidde van Judith (Marin Hinkle). Alan krijgt het bijzonder moeilijk wanneer hij verneemt dat Judith haar leven terug heeft gelanceerd en ze een relatie is begonnen met de pediater (Ryan Stiles) van hun elfjarige zoon Jake (Angus T. Jones). Jake heeft een goede band met de nieuwe vriend van zijn moeder, waardoor zijn vader Alan tweede viool dreigt te spelen en ongelukkig zal achterblijven. Charlie en Jake groeien verder naar elkaar toe en Charlie en Alan leren samen te leven. Jakes grootmoeder Evelyn (Holland Taylor) maakt van de gelegenheid gebruik om de relatie met haar kleinzoon te optimaliseren. Met alle risico's van dien, want hun verleden heeft aangetoond dat de relatie van de mannen met hun moeder niet altijd even optimaal was...

## Overzicht
| Nr. serie | Nr. reeks | Titel van aflevering                           | Scenarist(en)                    | Uitzenddatum      |  |
| --- | --------- | ---------------------------------------------- | -------------------------------- | ----------------- |  |
| 1 | 25        | Back Off, Mary Poppins                         | Lee Aronsohn en Susan Beavers    | 20 september 2004 |  |
| Alan (Jon Cryer) is kwaad op Charlie (Charlie Sheen) omdat hij niet mag toetreden tot diens mannenpraatgroepje, waartoe o.a. Elvis Costello, Sean Penn en Harry Dean Stanton behoren. Alan is woest dat naast Jake (Angus T. Jones) het huis en de alimentatie zijn ex Judith (Marin Hinkle) blijkbaar ook het 'hoederecht' heeft gekregen op zijn vrienden. Titelquote: Sean Penn, tegen Elvis Costello als die beweert dat Penn altijd als een graf zwijgt over zijn familie tegen hen. |           |                                                |                                  |                   |  |
| 2 | 26        | Enjoy Those Garlic Balls                       | Don Foster en Eddie Gorodetsky   | 27 september 2004 |  |
| Een dronken Alan valt Judith 's nachts lastig en ontdekt dat ze een relatie heeft met Jake's pediater Greg (Ryan Stiles), later door de scenaristen Herb genoemd. Alan ziet er het positieve van in: als de twee ooit trouwen, hoeft hij geen alimentatie meer te betalen. Charlie wordt geconfronteerd door zijn moeder Evelyn (Holland Taylor), zijn huishoudster Berta (Conchata Ferrell) en zijn stalkster Rose (Melanie Lynskey) met de vraag waarom hij zijn moeder zo haat. Titelquote: Charlie, die het over "de knoflookballetjes" van Judith en Greg / Herb heeft. Noot: Eerste aflevering met Ryan Stiles als Herb Melnick, destijds nog Greg Melnick |           |                                                |                                  |                   |  |
| 3 | 27        | A Bag Full of Jawea                            | Jeff Abugov en Mark Roberts      | 4 oktober 2004    |  |
| Jake riskeert een schorsing nadat hij zijn middelvinger opstak tegen zijn juf, Dolores Pasternak (Missi Pyle). Charlie 'redt' hem door met de juf het bed in te duiken. Wanneer zij compleet van de pot gerukt blijkt, beseft Charlie dat hij de klos is. Alan en Jake vinden dat hij door moet gaan. Jake krijgt immers de ene de tien na de andere. Titelquote: Alan, die Jakes antwoord op een vraag uit Jakes geschiedenistest voorleest: "Wat is Sacajawea?" (Jake vulde in: een zak vol Jawea). |           |                                                |                                  |                   |  |
| 4 | 28        | Go Get Mommy's Bra                             | Chuck Lorre en Eddie Gorodetsky  | 11 oktober 2004   |  |
| Alan is depressief omdat Jake zo goed opschiet met de nieuwe vriend van Judith. Hij doet dan ook alles om in de gunst van zijn zoon te komen. Charlie leent zijn auto uit aan Evelyn en ontdekt enkele dagen later haar bh op de achterbank. De gedachte aan een seksueel actieve moeder in hun wagen is te veel. Titelquote: Evelyn, die Charlie vraagt haar bh van 300 dollar uit zijn auto te halen, waarin ze seks had. |           |                                                |                                  |                   |  |
| 5 | 29        | Bad News from the Clinic?                      | Mark Roberts en Jeff Abugov      | 18 oktober 2004   |  |
| Charlie heeft een nieuwe vriendin, die succes uitstraalt, fantastisch is in bed en geen fan is van langdurige relaties (Jeri Ryan). Charlie gaat uit met de vrouwelijke versie van zichzelf. Spoedig merkt Charlie de nadelen. Jake heeft andere problemen: Alan eist dat hij zijn huiswerk maakt en Charlie steelt zijn eten. Titelquote: Alan, die de draak steekt met Charlie. |           |                                                |                                  |                   |  |
| 6 | 30        | The Price of Healthy Gums is Eternal Vigilance | Mark Roberts en Eddie Gorodetsky | 25 oktober 2004   |  |
| Alan voelt schaamte als uitlekt dat hij als tiener werd opgepakt voor winkeldiefstal, de basis voor 's mans verdere leven. Het ergste moet evenwel nog komen. Titelquote: Alan, over Charlie's gewoonte om na een maaltijd te flossen. |           |                                                |                                  |                   |  |
| 7 | 31        | A Kosher Slaughterhouse Out in Fontana         | Chuck Lorre en Lee Aronsohn      | 8 november 2004   |  |
| Evelyn eist dat haar zonen haar een feestje geven voor haar collega's om te tonen hoeveel haar zonen van hun moeder houden. Voor de catering doen ze een beroep op Berta's zus Daisy (Camryn Manheim). De wankele relatie tussen de zussen zorgt ervoor dat het feestje in het gedrang komt. Titelquote: Daisy, gevraagd naar waar ze haar man ontmoette. |           |                                                |                                  |                   |  |
| 8 | 32        | Frankenstein and the Horny Villagers           | Chuck Lorre en Lee Aronsohn      | 15 november 2004  |  |
| Alan wordt halsoverkop verliefd op een vrouw die hij in de supermarkt ontmoette, wat uitmondt in een seksmarathon van een gans weekend. Charlie moet zich over Jake ontfermen, tot ergernis van alle betrokkenen. Titelquote: Rose (verwijderde scène, niet te horen in aflevering). |           |                                                |                                  |                   |  |
| 9 | 33        | Yes, Monsignor                                 | Jeff Abugov en Susan Beavers     | 22 november 2004  |  |
| Charlie loopt Lisa (Denise Richards) weer tegen het lijf en als hij ontdekt dat ze recent gescheiden is, hapt hij toe. Waar hij niet op rekende, is dat Lisa nu moeder is. Titelquote: Lisa, als Charlie haar vraagt om in bed een katholiek schoolmeisje te spelen. |           |                                                |                                  |                   |  |
| 10 | 34        | The Salmon Under My Sweater                    | Chuck Lorre en Lee Aronsohn      | 29 november 2004  |  |
| Charlie moet de begintune schrijven voor een animatiereeks rond Jakes favoriete stripverhaal. Jake vindt de tune afgrijselijk, maar Charlie sluit een deal: Jake helpt hem met de tune en in ruil helpt Charlie hem met een boekbespreking. Alan ontdekt dat achter Rose meer is dan een stalkster. Titelquote: Rose, die aan Alan uit de doeken doet hoe ze een stuk zalm de cinema, waar ze samen naartoe gaan, zal binnensmokkelen. |           |                                                |                                  |                   |  |
| 11 | 35        | Last Chance to See Those Tattoos               | Chuck Lorre en Lee Aronsohn      | 13 december 2004  |  |
| Charlie is geschokt wanneer hij ziet dat er een website bestaat waarop ex-liefjes zijn persoon op de korrel nemen. Hij verontschuldigt zich bij alle vrouwen die hij kwetste om zijn blazoen op te poetsen. Alan overhoort een gesprek van Judith via de webcam en denkt dat ze zich wil verzoenen. Alan weet niet of hij dat wil. Titelquote: Berta, die zegt dat ze verschillende tatoeages heeft. |           |                                                |                                  |                   |  |
| 12 | 36        | A Lungful of Alan                              | Mark Roberts en Eddie Gorodetsky | 3 januari 2005    |  |
| Een oude klasgenote Jamie Eckelberry (Paget Brewster) neemt contact op met Alan. Het lelijke eendje is een mooie zwaan geworden. Alan is verliefd op haar, maar Charlie springt onvermijdelijk in de dans en dus vechten de broers voor het eerst om hetzelfde meisje. Titelquote: Charlie, wanneer hij Jamie probeert te bewijzen dat Alan een betere man is dan hij. |           |                                                |                                  |                   |  |
| 13 | 37        | Zejdz z Moich Wlosów (a.k.a. Get Off My Hair)  | Chuck Lorre en Lee Aronsohn      | 17 januari 2005   |  |
| Wanneer een aardbeving Californië treft moet Judith wegens huiselijke schade bij Charlie en Alan intrekken. Geen van beide kan dit pruimen, zeker Alan niet als hij merkt dat zijn ex een date heeft en razend jaloers wordt. Charlie ziet maar één oplossing: Alan moet zelf beginnen daten om Judith jaloers te maken. Titelquote: Charlie, die een poging doet om "Ga sneller" te zeggen in het Pools. |           |                                                |                                  |                   |  |
| 14 | 38        | Those Big Pink Things with Coconut             | Don Foster en Jeff Abugov        | 31 januari 2005   |  |
| Jake haalt een tien op een geschiedenistoets, een primeur. Voor oma Evelyn is dat echter nog niet goed genoeg. Misnoegd over haar pessimistische kijk op Jake verbreken Charlie en Alan alle banden met haar. Evelyn wordt echter opgenomen in het ziekenhuis met long- en hartklachten. Titelquote: Een dronken Charlie, die tegen Jake zegt wat hij graag eet als toetje. |           |                                                |                                  |                   |  |
| 15 | 39        | Smell the Umbrella Stand                       | Don Foster en Susan Beavers      | 7 februari 2005   |  |
| Alan kijkt op tegen een darmonderzoek. Charlie wil hem opvrolijken door een weekendje Las Vegas in te plannen. Zelfs Jake mag mee naar de Stad der Zonde. Plannen is wat anders dan vertrekken, begrijpt Charlie wanneer Alan eindeloos koffers pakt en Jake een mysterieus maagvirus oploopt. Titelquote: Alan tegen Judith als ze niet gelooft dat Jake ziek is. |           |                                                |                                  |                   |  |
| 16 | 40        | Can You Eat Human Flesh with Wooden Teeth      | Don Foster en Susan Beavers      | 14 februari 2005  |  |
| Judith is op vakantie in Hawaï en dus logeert Jake door de week bij zijn vader. Alan heeft echter nauwelijks tijd voor zijn zoon en vergeet hem af te halen na de voetbaltraining. Een doorweekte Jake is razend op zijn vader, maar Charlie scoort de volgende dag nog slechter voor open doel dan Alan. Jake is niet beter af. Titelquote: Jake, als een van zijn vragen over George Washington voor zijn huiswerk. |           |                                                |                                  |                   |  |
| 17 | 41        | Woo-Hoo, a Hernia Exam!                        | Chuck Lorre en Lee Aronsohn      | 21 februari 2005  |  |
| Charlie houdt aan een vechtpartij een geblokkeerde rug over. Alan haast zich met hem naar de vrouwelijke dokter die prompt door Charlie wordt versierd, ondanks de rugpijn. Huishoudster Berta moet op Jake passen en probeert hem wat hygiëne bij te brengen, haar eufemisme voor kinderarbeid. Titelquote: Charlie, bij de dokter na het nemen van een injectie met pijnstillers. |           |                                                |                                  |                   |  |
| 18 | 42        | It Was 'Mame', Mom                             | Eddie Gorodetsky en Mark Roberts | 7 maart 2005      |  |
| Charlie heeft op een feestje een meeting met een belangrijke man uit de reclamewereld, die gunstig kan zijn voor zijn muzikale carrière. Omdat Charlie de man doet geloven dat hij homo is, voelt die zich verplicht een man mee te nemen. Alan werpt zich vol overgave in de rol. Charlie iets minder, hij ontmoet immers een vrouw. Titelquote: Charlie, die zijn moeder corrigeerde over in welk personage hij zich als kind verkleedde. |           |                                                |                                  |                   |  |
| 19 | 43        | A Low, Guttural Tongue-Flapping Noise          | Chuck Lorre en Lee Aronsohn      | 21 maart 2005     |  |
| Alan gaat uit met Sherri, een ex van Charlie (Jeri Ryan). Hij is dankbaar dat de vrouw iets in hem ziet, maar kan haar stukgelopen relatie met zijn broer niet vergeten. Bovendien heeft hij last van een ooglapje dat het gevolg is van een stuk toast. Titelquote: Niet gesproken door een personage, maar refererend aan het geluid dat Alan maakt om 'de planeet' te noemen waar Sherri vandaan komt, als hij tegen Charlie zegt: "Ze is een gewoon mens, behalve dat ze van de planeet [... het geluid dat Alan maakt ...] komt". |           |                                                |                                  |                   |  |
| 20 | 44        | I Always Wanted a Shaved Monkey                | Chuck Lorre en Lee Aronsohn      | 18 april 2005     |  |
| Charlie en Alan reageren hun frustraties op elkaar af tot er vlammende ruzie ontstaat. Rose bemiddelt de hele namiddag en komt zo tot de verrassende uitkomst: Charlies jarenlange pestgedrag jegens Alan is te herleiden tot jaloezie. Titelquote: Charlie, die aan Rose uitlegt waarom hij al zijn vrienden vertelde dat Alan een geschoren aap was. |           |                                                |                                  |                   |  |
| 21 | 45        | A Sympathetic Crotch to Cry On                 | Mark Roberts en Eddie Gorodetsky | 2 mei 2005        |  |
| Evelyns echtgenoot sterft en de Harpers gaan naar de begrafenis. Alle drie hebben ze een reden om te gaan: Alan omdat hij hem de fijnste van zijn plusvaders vond, Charlie om te controleren of de man echt dood is en Jake omdat hij zo een lijk van dichtbij kan zien. Evelyn poogt zijn villa te strikken voor haar makelaarskantoor. Titelquote: Alan, die Charlie ervan beschuldigt de weduwe te hebben versierd op de begrafenis. |           |                                                |                                  |                   |  |
| 22 | 46        | That Old Hose Bag is My Mother                 | Mark Roberts en Don Foster       | 9 mei 2005        |  |
| Evelyn leent Alan geld om een auto te kopen. Alan gaat voor een Porsche, wat Judith ziet als een reden om een verhoging van de alimentatie te vragen. Erger wordt het als Trudy, de dronken dochter van zijn moeders nieuwe vriend, achter het stuur kruipt. Titelquote: Alan, tegen Trudy, haar aantonend als ze zegt dat haar vader uitgaat met "een oude slangenzak", Evelyn. |           |                                                |                                  |                   |  |
| 23 | 47        | Squab, Squab, Squab, Squab, Squab              | Susan Beavers en Don Foster      | 16 mei 2005       |  |
| Jake spendeert een avond bij zijn oma. Een nachtmerrie waarbij sushi, duif, kwartel en spaghetti belangrijke factoren zijn. Charlie en Alan voelen zich schuldig omdat ze Evelyns slechte invloed vrezen. Ze lopen op café echter tegen een team gewillige strandvolleybalsters aan en vergeten de kwestie. Titelquote: Jake, experimenterend met verschillende toonhoogten, de naam van het eten uitsprekend (squab staat in culinaire termen voor jong duifje). |           |                                                |                                  |                   |  |
| 24 | 48        | Does This Smell Funny to You?                  | Susan Beavers en Jeff Abugov     | 23 mei 2005       |  |
| Tijdens een voordracht op school vertelt Jake aan de juf wat hij het voorbije weekend allemaal heeft meegemaakt. Naast het verlies van zijn Game Boy heeft hij het over een 'oude bok' die bij Charlie verhaal komt halen omdat die met zijn 'jong blaadje' de lakens deelt. Titelquote: Jake, als hij zijn vader vraagt of zijn Game Boy raar ruikt (hij zou er op hebben geplast). |           |                                                |                                  |                   |  |

## Rolverdeling

### Hoofdcast
- Charlie Sheen (Charlie Harper)
- Jon Cryer (Alan Harper)
- Angus T. Jones (Jake Harper)
- Conchata Ferrell (Berta)
- Marin Hinkle (Judith Harper)
- Holland Taylor (Evelyn Harper)
- Melanie Lynskey (Rose)